# Удружење балетских уметника Србије
Удружење балетских уметника Србије (УБУС) је основано 1962. и постоји до данас. То је добровољно, невладино и непрофитно професионално удружење које окупља играче, кореографе, педагоге, репетиторе, критичаре и теоретичаре балетске и савремене плесне игре ради остваривања заједничких циљева на пољу развоја и унапређења балетске уметности и уметничке игре у најширем смислу, као и других заједничких интереса. Налази се у Народном позоришту у Београду.

## Историјат
Удружење је од самог оснивања окупљало играче Народног позоришта у Београду и Народног позоришта у Новом Саду. У то доба егзистирала су сродна удружења и у другим републикама тадашње Југославије као и Савез балетских уметника Југославије, са седиштем у Загребу.  На место Председника Удружења била је именована Мира Сањина. Ова врсна уметница, била је веома свесна момента у коме се недрио балет на овим просторима и исказивала је јасне ставове о битним питањима професије, указивала да да балет није само атрактивна већ и озбиљна уметничка делатност и истицала да је неопходно бринути о школовању играча, потенцирала битност балетмајстора (увежбача – репетитора) у позоришту. Као председник Удружења, борила се и изборила за бенефицирани радни стаж играча. 
У другој половини седамдесетих година прошлог века колеге су изабрале Владимира Логунова, данас признатог кореографа и педагога, а тада солисту балета који је већ имао диплому престижног московског Универзитета ГИТИС, за председника Удружења. Истрајношћу појединаца одржао се континуитет постојања те удружење наставља да ради и егзистира. Почетком осамдесетих на чело Удружења долази велика уметница, примабалерина Јованка Бјегојевић.  Од 1996. године Удружење балетских уметника Србије (УБУС) доживљава процват залагањем и трудом угледне примабалерине Вишње Ђорђевић која га води  до 2000. године. Од тада је УБУС у сталном расту и напредује као озбиљна културна институција из године у годину. Активности и пројекти удружења се умножавају, разгранавају. Обновљено и ојачано удружење у свом саставу окупља професионалне играче, кореографе, балетске педагоге, критичаре и теоретичаре и заједнички циљ им је заштита интереса и унапређење професије као и презентација и афирмација уметничке игре. Истовремено водећи рачуна о младим поколењима и свеприсутним новим тенденцијама удружење држи и до очувања имена, ликова и дела наших великих уметника претходних генерација.
Удружење балетских уметника Србије на пољу заштите права и интереса својих чланова се залаже за решавање проблема одласка балетских уметника у пензију, питања  у области ауторских и интерпретаторских права и исплате доприноса и здравственог осигурања самосталним уметницим. Учествује у раду Координационог одбора уметничких удружења Србије, где је заједно са осталим уметничким удружењима учествује у израду предлога разних законских решења и покретања многобројних иницијатива за побољшање статуса уметника. Као поверени посао по Закону о култури, УБУС утврђује статус и води евиденцију о самосталним уметницима. Један је од оснивача Организације за колективно остваривање права интерпретатора ПИ и оснивач Фондације Удружења балетских уметника Србије. 
Поред ових активности удружење реализује низ других пројеката у циљу афирмације, презентације, унапређења и заштите интереса уметника које представља. Удружење балетских уметника Србије у складу са Законом у култури је једино репрезентативно удружење у области балета и плеса у Србији.

## Награде
Удружење балетских уметника Србије додељује значајне уметничке награде најуспешнијим ствараоцима и извођачима у области класичног балета и савремене игре. То су:
Награда за животно дело – награда за животно дело Удружења балетских уметника Србије додељује Председништво УБУС-а заслужним балетским уметницима и ствараоцима за трајни допринос уметничкој игри у Србији, установљена 1997.године. 
Реномирани добитници:  Вера Костић (1997), Душан Трнинић (1997), Јованка Бјегојевић (1998), Душaнка Сифниос (1998), Милица Јовановић (2000), Вишња Ђорђевић (2001), Лидија Пилипенко (2001), Боривоје Младеновић (2002), Катарина Обрадовић-Мићуновић (2002), Владимир Логунов (2003), Душан Симић (2003), Радомир Вучић (2003), Милица Зајцев (2005), Ержебет Марјаш (2006), Иванка Лукатели (2007), Мира Сањина-Шиљеговић (2008), Вера Феле (2008), Ксенија Кецојевић (2009), Жарко Пребил (2010), Соња Вукићевић (2011), Мирјана Здравковић (2012), Душка Драгичевић (2013), Константин Тешеа (2013), Милица Бијелић (2014), Зинета Мусић Атанацковић (2015), Мирјана Нешић (2015), Љубинка Добријевић (2016), Свенка Савић (2017).
Награда "Димитрије Парлић" –  Једна од најпрестижнијих награда у области уметничке игре у нашој земљи, коју је установило Удружење балетских уметника Србије. Награда се додељује од 1997. године на дан рођења великог кореографа Димитрија Парлића (23. октобра). До 2011. године награда се додељивала ствараоцима у области кореографије, односно извођачима за изузетну уметничко-техничку интерпретацију.  Од 2011. године награда се додељује кореографима за најбоље кореографско остварење у области уметничке игре на сценама Србијеу за текућу годину. У посебним случајевима се може доделити уметнику и за целокупни кореографски опус, али искључиво српским кореографима. Жири, у чијем су саставу еминентни кореографи, играчи и критичари,  током целе године прати све премијерне представе и одлучује о добитнику награде.
Добитници: Соња Вукичевић за балет „Магбет оно“ (1997); Вера Костић за целокупни кореографски опус (2000); Исидора Станишић за уметничку интерпретацију (2001); Владимир Логунов за балет „Доктор Џекил и мистер Хајд“ (2000); Лидија Пилипенко за целокупни  кореографски опус (2004); Солисти Народног позоришта у Београду за представу „Ко то тамо пева“ за уметничку интерпретацију- Далија Иманић, Милан Рус,Александар Илић,Денис Касаткин, Дејан Коларов, Горан Станић, Душко Михајловић, Михајло Стефановић, Никица Крлуч (2005);   Ансамбл  Балета Српског народног позоришта у представи „Језик зидова“ за изузетну уметничко-техничку интерпретацију (2006); Michele Merola (Италија) за представу „La Capinera“ (2007); ИСТЕР ТЕАТАР за представу „Три сестре“ (2008); Ана Павловић, примабалерина Народног позоришта у Београду, за изузетну уметничко-техничку интерпретацију упозоришној сезони 2008/09;  Балетски ансамбл представе „Step lightly“ и „Шест плесова“ за изузетну уметничко-техничку интерпретацију - Тамара Ивановић, Бојана Жегарац, Сања Нинковић, Милица Јевић, Јован Веселиновић, Јовица Бегојев, Олга Олћан, Милан Рус, Милош Кецман, Милош Маријан, Игор Чупковић, Александар Илић, Ивана Козомара, Александра Бибић (2010); Едвард Клуг, за кореографију представе „Божанствена комедија” (2011); Jasmin Vardimon, за кореографију представе „Yesterday - Сети се да заборавиш” (2013); Представа „Балерине“, Форум за нови плес СНП (2015); Милош Исаиловић, за кореографију представе „Дуњалук” (2016); Јована Ракић, Специјална награда за иновативни приступ у савременом плесном театру (2016); Марко Милић, Специјална награда за иновативни приступ у савременом плесном театру (2017); Игор Коруга, за представу " Жеља дса се направи историја завршиће се неуспехом" (2024)
Награда "Наташа Бошковић" –  Признање у знак поштовања и сећања на прву велику српску балерину Наташу Бошковић, знамениту уметницу, која је трајно задужила нашу уметничку игру. Додељује се балетском играчу изабраном међу уметницима професионалних позоришта, трупа и редова слободних уметника за најбољу интерпретацију класичног или неокласичног стила у области балетске уметности, а може се доделити и групи балетских играча или целокупном ансамблу једне представе, установљена 2012.године. 
Добитници: Милош Маријан, солистa Балета Народног позоришта у Београду, за улогу принца Дезиреа у представи "Успавана лепотица" (2012); Ана Ђурић, солиста Балета Српског народног позоришта, за улогу Одилије и Одете у балету "Лабудово језеро" (2014);  Дејан Коларов и Игор Пастор, солисти Балета Народног позоришта у Београду, за улогу Доријана Греја у балету "Слика Доријана Греја" (2015); Душанка Каличанин, Бранкица Мандић, Ада Распор, Миља Русић, Татјана Татић, Сања Нинковић, Јованка Зарић, Маргарита Черомухина, Дејана Златановски и Стефани Ли Голдхан, чланице Балета Народног позоришта у Београду, за улогу Сванилдиних другарица у балету "Копелија (2016); Игор Пастор, солиста Балета Народног позоришта у Београду, за улогу Базила у балету "Дон Кихот" (2017)     
Награда "Смиљана Мандукић" – У знак поштовања и сећања на Смиљану Мандукић, знамениту уметницу, која је својом интерпретацијом, кореографским и педагошким радом и истраживањем у области савремене игре трајно задужила уметничку игру у Србији. Додељује се играчу изабраном међу уметницима професионалних позоришта, трупа и редова слободних уметника за најбољу плесну интерпретацију у области савремене уметничке игре, а може доделити и групи играча или целокупном ансамблу једне представе.
Досадашњи добитници: Николa Томашевић и Страхињa Лацковић, играчи Битеф денс компаније, за улоге Робова у представи "Александар" (2012); Сањa Нинковић, Невенa Јовановић, Милицa Писић и Иванa Савић Јачић за представу "Yesterday-Сети се да заборавиш", Битеф денс компаније (2013); Ана Игњатовић Загорац, играчица Битеф денс компаније, за изузетну сценску реализацију кореографског задатка "Желеће машине" (2014); Рикардо Кампуш Фреире, играч Битеф денс компаније, за улоге у представама "Дон Жуан" и "Жртве илузија" (2015); Николa Томашевић, играч Битеф денс компаније, за улогу у представи "Прича о војнику" (2016);  Дејан Коларов, солиста Балета Народног позоришта у Београду, за улогу Служавке у балету "Дуга божићна вечера" (2017).                  

## Фестивал кореографских минијатура
У оквиру  редовних годишњих пројеката  УБУС организује Фестивал кореографских минијатура - интернационално такмичење кореографа и њихових премијерно изведених кореографија, у трајању до десет минута. Одржава се сваке године, почев од 1997.године у Народном позоришту у Београду у организацији Удружења које као иницијатор и организатор Фестивала кореографских минијатура, настоји да окупи младе, али и афирмисане  кореографе и играче, са циљем да се такмиче, да размењују искуства и идеје, презентујући своја остварења. На тај начин, Фестивал пружа непосредан увид у токове и тенденције савремене игре данас, и чини да  Београд и Србија буду равноправни и активни учесници плесних збивања, као и значајна тачка на културној мапи Европе. Фестивал пружа јединствену прилику великом броју младих кореографа да у живом наступу, пред публиком, промовишу свој кореографски израз, идеје и начин рада. Многим такмичарима, отворена је могућност да крену у даљи самостални кореографски рад, у оквиру позоришта или алтернативних трупа. Фестивал се одржава на сценама Народног позоришта у Београду и БИТЕФ театра, а поред такмичарског дела, као ревијални програм приказује целовечерње плесне представе. У току фестивала се организују и пратећи догађаји као што су трибине, промоције књига, пројекције филмова, радионице, сусрети са знаменитим уметницима и слично. 

## Спомен обележја
У циљу очувања сећања  на велике ствараоце из области балета и плеса поставило је више спомен обележја. УБУС је ангажован на очувању лика и дела заслужних балетских уметника, постављањем спомен обележја. Председништво је формирало Комисију за споменике и називе улица и тргова, која ради у сарадњи са истоименом комисијом при Секретаријату за културу града Београда.
Спомен обележја која је поставило Удружење балетских уметника Србије:                                         
- Спомен-плоча СМИЉАНИ МАНДУКИЋ, ауторски рад академског вајара Риста Михића, свечано је постављена 26.09.2007.године (петнаест година након смрти) на фасади куће у којој је живела Смиљана Мандукић у ул.Трг Николе  Пашића бр.12 у Београду
- Спомен-плоча НИНИ КИРСАНОВОЈ И МИЛЕТУ ЈОВАНОВИЋУ, ауторски рад академског вајара Риста Михића, свечано је постављена 15.04.2008. године у Балетској школи  „Лујо Давичо“ у Београду, поводом прославе шездесет година постојања ове установе.
- Биста ДИМИТРИЈЕ ПАРЛИЋ, урађена у месингу, ауторски рад академског вајара Риста Михића, прва је биста посвећена једном балетском уметнику. Биста је свечано  постављена у холу II галерије Народног позоришта у Београду, 29.04. 2008. године на Светски дан игре.
- 11. маја 2011. године је, у организацији Удружења и уз присуство поштовалаца личности и дела Милице Јовановић, откривена спомен-плоч МИЛИЦИ ЈОВАНОВИЋ (1932-2007), примабалерини, историчарки и балетској критичарки. Спомен-плоча је рад академског вајара Риста Михића, а  постављена је на фасади куће у којој је живела Милица Јовановић у улици Смедеревска бр. 5 у Београду.